# Rokkedahl Holding
Rokkedahl Holding A/S er en dansk fødevare- og landbrugsvirksomhed, der er lokaliseret ved Farstrup. Virksomhedens holdingselskab blev etableret af Mark Rokkedahl i 2012. I 2023 havde de ca. 100 ansatte. Rokkedahl Holding er inddelt i Rokkedahl Landbrug, Rokkedahl Food og Rokkedahl Energi.
I Rokkedahl Landbrug drives 2.360 hektar markbrug med korn, raps og bælgfrugter. De opdrættede i 2011 10 mio. kyllinger, hvilket gjorde det til Danmarks største producent af slagtekyllinger. Antallet er nu sat ned til 5 mio. om året, da produktionen omlægges til økologiske og fritgående kyllinger. Herefter sættes produktionen yderligere ned til 1,5-2 mio. kyllinger om året.
I Rokkedahl Food slagtes og forarbejdes de kyllinger, der bliver produceret i Rokkedahl Landbrug. Danpo var i en periode medejer af Rokkedahl Food og de indgår fortsat i et samarbejde med Rokkedahl Food om afsætning af deres kyllinger.
I Rokkedahl Energi produceres og installeres varmevekslere til opvarmning af stalde og industribygninger. I alt har de installeret ca. 400 varmevekslere.